# المار کالیوت
المار کالیوت (استونیایی: Elmar Kaljot; ۱۵ نوامبر ۱۹۰۱ – ۸ ژانویهٔ ۱۹۶۹) بازیکن فوتبال اهل استونی بود.
وی به همراه تیم ملی فوتبال استونی در بازی‌های المپیک تابستانی ۱۹۲۴ شرکت کرده است.